# Rémi Bénali
 (avril 2021).
Si vous disposez d'ouvrages ou d'articles de référence ou si vous connaissez des sites web de qualité traitant du thème abordé ici, merci de compléter l'article en donnant les références utiles à sa vérifiabilité et en les liant à la section « Notes et références ».
Pour les articles homonymes, voir Benali.

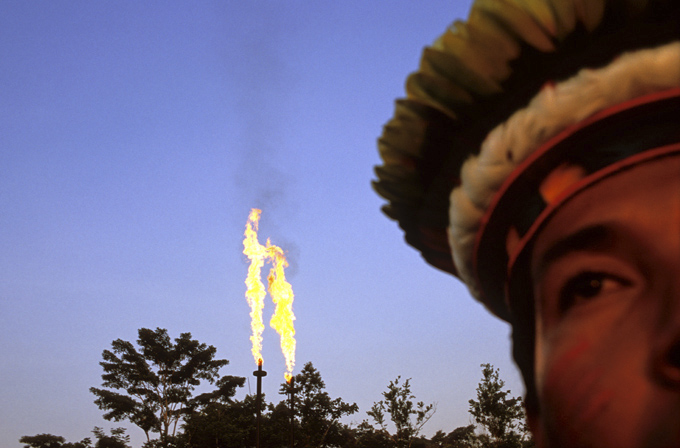
Oil pollution in Ecuador.

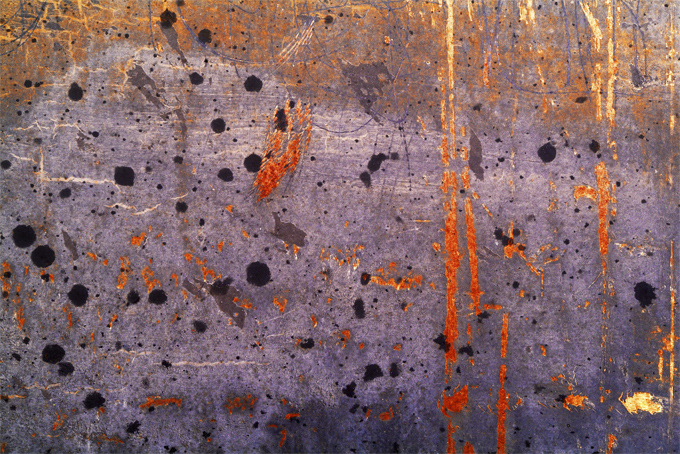
Abstraction du photographe Rémi Bénali.

Rémi Jean Bénali est un photographe français né à Auxerre en 1963. Il fut reporter photographe de l'Agence Gamma de 1990 à 2002. C'est un artiste indépendant qui vit près d'Arles.

## Biographie
Rémi Bénali est remarqué par l'Agence Sygma en 1989, alors qu'il poursuit une licence de droit à Grenoble, en France, et pratique la photographie dans les sports de montagne. Il intègre l'Agence Gamma l'année suivante et commence sa carrière comme photographe de sport/aventure. Il couvre cinq fois les Jeux Olympiques et des événements tels que le Rallye Paris-Dakar, le raid Harricana et le raid Gauloises.
Le photographe s'installe à New York en 1994. Il élargit son spectre en couvrant l'actualité outre-atlantique et collabore avec les magazines américains Time, Life et Newsweek. Une photographie en noir et blanc de la brebis clonée Dolly qui s'observe double dans un miroir, réalisée avec son confrère Stephen Ferry pour le magazine Life, sera présentée par la chaîne de télévision Arte et une trentaine de chaînes internationales comme l'une des cent photographies du XXe siècle — un documentaire de Marie-Monique Robin.
En 1998, Rémi Bénali réintègre le siège parisien de Gamma. Il collabore avec l'UNESCO en s'inquiétant des sites culturels en péril et organise parfois une logistique d'expédition pour réaliser ses images de peuples éloignés. Il naviguera en zodiac le fleuve Omo d'Éthiopie pour rencontrer ses tribus isolées, descendra le fleuve Niger sur 1 000 kilomètres, se rendra dans l'Arctique et au Tibet, longera les côtes du Sahara Occidental en méharée ou s'enfoncera à pieds dans la jungle de Sumatra. Le photographe entame une collaboration avec la prestigieuse National Geographic Society. Il quitte Gamma en 2002, refusant le salariat et la cession des archives photographiques imposée par de nouveaux contrats. 
Concerné par les problèmes d'environnement, le photographe réalise des reportages sur la pollution de la jungle amazonienne en Équateur, l'exploitation de la mer Caspienne par l'industrie pétrolière, le retraitement des déchets nucléaires civils et militaires. Il collabore avec le magazine OnEarth de la NRDC en témoignant de l'utilisation du mercure par les chercheurs d'or en Guyane, documente la désertification du Sahel ou le développement de la malaria au Kenya.
En s'installant dans une ville chargée d'histoire comme Arles, Rémi Bénali se passionne pour l'archéologie et l'architecture historique. Arles accueille chaque été le Festival des Rencontres, événement photographique international.
Son travail personnel, aperçu au Salon des indépendants en 2010, dépeint l'œuvre du temps sur les matières. Sa recherche s'inscrit dans la poursuite des travaux de l'américain Aaron Siskind (seul photographe admis dans les années 1950 au club des Abstract expressionists). Fondées pourtant sur l'intangibilité du réel, les photographies couleur de Bénali rappellent curieusement l'univers des peintres abstraits de l'Après-guerre comme Hans Hartung, Gérard Schneider, Nicolas de Staël, Antoni Tapiès ou Zao Wou-Ki.

## Prix et Récompenses
- Travel Photographer Of The Year, 1er prix catégorie People & Cultures, Les Bibliothèques du Désert, Royaume-Uni 2005.
- Communication Arts, Award of Excellence (National Geographic), Le Fleuve Niger, États-Unis 2003.
- Festival du Scoop d'Angers, mention spéciale du jury avec Raphaël Gaillarde, Le Laboratoire Haute Sécurité de l'Institut Mérieux, France, 1999.
- Nomination au Prix Alfred Eisenstaedt par Life magazine, Dolly et son créateur le Professeur Ian Wilmut, États-Unis 1998.
- American Photography Award avec Stephen Ferry, Dolly la brebis clonée, États-Unis 1998.
- Premier prix Science au World Press avec Stephen Ferry, Dolly, NL 1997.
- Society of Publication Designers Award avec Stephen Ferry et Steve Walcowiack, États-Unis 1998.
- Festival du Scoop d'Angers, deux mentions spéciales du jury avec Patrick Landmann, La Route du Diable en Colombie et le Calcio Storico de Florence, France 1993.